# Teatro Palladium
Le Teatro Palladium est un théâtre de Rome situé à Garbatella dans le quartier d'Ostiense (Municipio VIII) sur la Piazza Bartolomeo Romano. Il est associé à l'Université de Rome III et à l'organisation Romaeuropa Festival.

## Histoire
De 1927 à 1930, l'architecte Innocenzo Sabbatini construit un cinéma nommé teatro Garbatella dans le quartier populaire homonyme. Après avoir été longtemps utilisé à cette fin, puis être laissé à l'abandon, la municipalité de Rome en partenariat avec l'Université de Rome III décide de complètement le restructurer au début des années 2000.
La salle rouvre le 16 octobre 2003 avec le spectacle Frontiere de Yoshi Oida et Philippe Manoury en présence du président de la République italienne Carlo Azeglio Ciampi. En 2004, le théâtre est laissé à la gestion de la Fondation Romaeuropa Festival.
La direction actuelle du lieu est assurée par Guido Fabiani.